# Équipe du Nigeria de football à la Coupe d'Afrique des nations 2021
L’équipe du Nigeria de football participe à la Coupe d'Afrique des nations 2021 organisée au Cameroun du 9 janvier au 6 février 2022. Il s'agit de la 19e participation des Super Eagles, emmenés par Augustine Eguavoen. Ils sont éliminés en huitième de finale par la Tunisie (0-1).

## Qualifications
Le Nigeria est placé dans le groupe L des qualifications qui se déroulent de novembre 2019 à mars 2021. Ces éliminatoires sont perturbés par l'épidémie de covid-19. Les Super Eagles se qualifient en prenant la première place du groupe.
| Rang | Équipe       | Pts | J | G | N | P | Bp | Bc | Diff |  | Résultats (▼ dom., ► ext.) |     |     |     |     |
| ---- | ------------ | --- | - | - | - | - | -- | -- | ---- |  | -------------------------- | --- | --- | --- | --- |
| 1    | Nigeria      | 14  | 6 | 4 | 2 | 0 | 14 | 7  | +7   |  | Nigeria                    |     | 4-4 | 2-1 | 3-0 |
| 2    | Sierra Leone | 7   | 6 | 1 | 4 | 1 | 6  | 6  | 0    |  | Sierra Leone               | 0-0 |     | 1-0 | 1-1 |
| 3    | Bénin        | 7   | 6 | 2 | 1 | 3 | 3  | 4  | -1   |  | Bénin                      | 0-1 | 1-0 |     | 1-0 |
| 4    | Lesotho      | 3   | 6 | 0 | 3 | 3 | 3  | 9  | -6   |  | Lesotho                    | 2-4 | 0-0 | 0-0 |     |

| 1re journée                  | Nigeria                         | 2 - 1   | Bénin        |                                                                 |                                                                 |
| 13 novembre 2019 17h00 UTC+1 | Osimhen 45+1e (pen.) · Kalu 63e | (1 - 1) | 4e Sessègnon | Godswill Akpabio International Stadium, Uyo Arbitrage : Issa Sy | Godswill Akpabio International Stadium, Uyo Arbitrage : Issa Sy |

| 2e journée                   | Lesotho                         | 2 - 4   | Nigeria                                     |                       |                       |
| 17 novembre 2019 18h00 UTC+2 | Masoabi 11e · Awaziem 90e (csc) | (1 - 2) | 26e Iwobi · 38e Chukwueze · 75e 85e Osimhen | Stade Setsoto, Maseru | Stade Setsoto, Maseru |

| 3e journée       | Nigeria                                    | 4 - 4   | Sierra Leone                          |  |  |
| 13 novembre 2020 | Iwobi 4e 27e · Osimhen 21e · Chukwueze 29e | (4 - 1) | 41e Quee · 72e 86e Kamara · 80e Bundu |  |  |

| 4e journée       | Sierra Leone | 0 - 0   | Nigeria |  |  |
| 17 novembre 2020 |              | (0 - 0) |         |  |  |

| 5e journée   | Bénin | 0 - 1   | Nigeria       |                                                                               |                                                                               |
| 22 mars 2021 |       | (0 - 0) | 90+3e Onuachu | Stade de l’Amitié Général Mathieu Kérékou, Cotonou Arbitrage : Jiyed Redouane | Stade de l’Amitié Général Mathieu Kérékou, Cotonou Arbitrage : Jiyed Redouane |

| 6e journée   | Nigeria                           | 3 - 0   | Lesotho |                                                           |                                                           |
| 29 mars 2021 | Osimhen 23e Etebo 50e Onuachu 83e | (1 - 0) |         | Stade du MKO Abiola, Abeokuta Arbitrage : Fabricio Duarte | Stade du MKO Abiola, Abeokuta Arbitrage : Fabricio Duarte |

### Statistiques

#### Buteurs
| Buts | Joueurs                        |
| ---- | ------------------------------ |
| 5    | Victor Osimhen                 |
| 3    | Alex Iwobi                     |
| 2    | Samuel Chukwueze, Paul Onuachu |
| 1    | Samuel Kalu, Oghenekaro Etebo  |

## Compétition

### Tirage au sort
Le tirage au sort de la CAN 2021 est effectué le 17 août 2021 à Yaoundé. Le Nigeria, 36e nation au classement FIFA, est placée dans le chapeau 1. Le tirage place les Super Eagles dans le groupe D, avec l'Égypte (chapeau 2, 45e au classement Fifa), la Guinée-Bissau, (chapeau 3, 106e) et le Soudan (chapeau 4, 125e).

### Effectif
Augustine Eguavoen annonce une première sélection de 28 joueurs le 25 décembre 2021. Il est contraint d'effectuer des changements quelques jours plus tard : Victor Osimhen, positif au covid-19 et blessé est remplacé par Henry Onyekuru. Shehu Abdullahi et Leon Balogun, blessés, sont remplacés par Tyronne Ebuehi et Semi Ajayi. Enfin, Emmanuel Dennis n'est pas libéré par son club de Watford FC qui aurait reçu sa convocation trop tard, il est remplacé par Peter Olayinka.

### Premier tour
| Rang | Équipe        | Pts | J | G | N | P | Bp | Bc | Diff |  | Résultats (▼ dom., ► ext.) |  |     |     |     |
| ---- | ------------- | --- | - | - | - | - | -- | -- | ---- |  | -------------------------- |  | --- | --- | --- |
| 1    | Nigeria       | 9   | 3 | 3 | 0 | 0 | 6  | 1  | +5   |  | Nigeria                    |  | 1-0 | 2-0 | 3-1 |
| 2    | Égypte        | 6   | 3 | 2 | 0 | 1 | 2  | 1  | +1   |  | Égypte                     |  |     | 1-0 | 1-0 |
| 3    | Soudan        | 1   | 3 | 0 | 1 | 2 | 1  | 4  | -3   |  | Soudan                     |  |     |     | 0-0 |
| 4    | Guinée-Bissau | 1   | 3 | 0 | 1 | 2 | 0  | 3  | -3   |  | Guinée-Bissau              |  |     |     |     |

     Équipe qualifiée ou victorieuse; Pts = points; J = joués; G = gagnés; N = nuls; P = perdus;
Bp = buts pour; Bc = buts contre; Diff = différence de buts
| Match 8                   | Nigeria       | 1 - 0   | Égypte | Stade Roumdé Adjia, Garoua                                       |                                                                  |
| 11 janvier 2022 17h00 WAT | Iheanacho 30e | (1 - 0) |        | Arbitrage : Bakary Gassama Arbitre vidéo : Bamlak Tessema Weyesa | Arbitrage : Bakary Gassama Arbitre vidéo : Bamlak Tessema Weyesa |
| 11 janvier 2022 17h00 WAT | Rapport       |         |        | Arbitrage : Bakary Gassama Arbitre vidéo : Bamlak Tessema Weyesa | Arbitrage : Bakary Gassama Arbitre vidéo : Bamlak Tessema Weyesa |

| Match 19                  | Nigeria                                | 3 - 1   | Soudan               | Stade Roumdé Adjia, Garoua                           |                                                      |
| 15 janvier 2022 17h00 WAT | Chukwueze 3e · Awoniyi 45e · Simon 46e | (2 - 0) | 70e (pen.) Walieldin | Arbitrage : Victor Gomes Arbitre vidéo : Adil Zourak | Arbitrage : Victor Gomes Arbitre vidéo : Adil Zourak |
| 15 janvier 2022 17h00 WAT | Aina 69e                               | Rapport |                      | Arbitrage : Victor Gomes Arbitre vidéo : Adil Zourak | Arbitrage : Victor Gomes Arbitre vidéo : Adil Zourak |

| Match 31                  | Guinée-Bissau | 0 - 2   | Nigeria                      | Stade Roumdé Adjia, Garoua                              |                                                         |
| 19 janvier 2022 20h00 WAT |               | (0 - 0) | 56e Sadiq · 75e Troost-Ekong | Arbitrage : Peter Waweru Arbitre vidéo : Bakary Gassama | Arbitrage : Peter Waweru Arbitre vidéo : Bakary Gassama |
| 19 janvier 2022 20h00 WAT | Rapport       |         |                              | Arbitrage : Peter Waweru Arbitre vidéo : Bakary Gassama | Arbitrage : Peter Waweru Arbitre vidéo : Bakary Gassama |

### Phase à élimination directe
| Match 38                  | Nigeria                        | 0 - 1   | Tunisie      | Stade Roumdé Adjia, Garoua                                     |                                                                |
| 23 janvier 2022 20h00 WAT |                                |         | 47e Msakni   | Arbitrage : Maguette N'Diaye Arbitre vidéo : Fernando Guerrero | Arbitrage : Maguette N'Diaye Arbitre vidéo : Fernando Guerrero |
| 23 janvier 2022 20h00 WAT | Iheanacho 20e · Iwobi 64e, 66e | Rapport | 53e Laïdouni | Arbitrage : Maguette N'Diaye Arbitre vidéo : Fernando Guerrero | Arbitrage : Maguette N'Diaye Arbitre vidéo : Fernando Guerrero |

### Statistiques

#### Buteurs
| Buts | Joueurs              | Adversaires   |
| ---- | -------------------- | ------------- |
| 1    | Taiwo Awoniyi        | Soudan        |
| 1    | Samuel Chukwueze     | Soudan        |
| 1    | Kelechi Iheanacho    | Égypte        |
| 1    | Sadiq Umar           | Guinée-Bissau |
| 1    | Moses Simon          | Soudan        |
| 1    | William Troost-Ekong | Guinée-Bissau |